# Sveno Dalius
Sveno Bryngelsson Dalius, född 1604 i Örs församling i Dalsland, död 1693, var en svensk poet och officer i trettioåriga kriget. 

## Biografi
Dalius studerade i Skara, Stockholm och Uppsala. Han blev anställd vid kammarkollegiet men kom att gå vidare till armén, där han var sergeant, regementsskrivare och sedan krigsrättsnotarie.  I trettioåriga kriget var han krigskommissarie och kom att skildra kriget i poesin, till exempel drabbningarna vid Lützen och Breitenfeld. Han gifte sig 1639 med en dotter till den tyska officeren Josias Ebhart och fick med henne fyra söner och två döttar; efter hennes död gifte han sig med 1654 med Karin Persdotter och fick med henne tre söner och tre döttrar. För sin försörjning erbjöds han bli präst, men tackade nej och blev kapten under Hannibalsfejden. Under Gyldenløvefejden fick han sitt hem ockuperat och ödelagt, men lyckades själv fly undan.
Dalius var en naiv och på sin tid omtyckt poet. Olof von Dalin förlöjligade honom för plattheten i hans poesi som pekoralist i "Salig gubben". Bland Dalius skrifter märks En liten ny cantilen-book (1681). Dalius samlade arbeten utgavs av Per Hanselli i Samlade vitterhetsarbeten af svenska författare (1869).